# Tornade (comics)
Pour les articles homonymes, voir Tornade (homonymie).
Ororo Munroe, alias Tornade (« Storm » en version originale) est une super-héroïne évoluant dans l'univers Marvel de la maison d'édition Marvel Comics. Créé par le scénariste Len Wein et le dessinateur Dave Cockrum, le personnage de fiction apparaît pour la première fois dans le comic book Giant-Size X-Men #1 en mai 1975.
Tornade fait partie de l'équipe des X-Men, une célèbre équipe de mutants où elle fait souvent office de leader, notamment en l'absence de Cyclope. Elle possède le pouvoir de contrôler les conditions climatiques par la pensée.
Le nom « Ororo » est la traduction dans son langage du mot « beauté ».

## Création du personnage
Lorsque les artistes Len Wein et Dave Cockrum se réunirent pour créer les personnages destinées à devenir les Nouveaux X-Men, Cockrum présenta des projets de personnages créés pour d'autres occasions. À partir de deux de ces créations, Black Cat (la Chatte noire) et Typhon (en), les deux auteurs imaginèrent le personnage de Tornade.
Ils s'inspirèrent de Black Cat pour l'apparence physique de Tornade et de Typhon pour son pouvoir de contrôle des conditions météorologiques.

## Biographie du personnage
Ororo Munroe est la fille de N'Dare, une princesse africaine d'une tribu du Kenya. Bien qu'Ororo n'ait jamais développé ce talent, ses ancêtres ont un don naturel pour la sorcellerie. Son père, David Munroe, est un photojournaliste américain. Ses parents tombent amoureux, se marient et s'installent aux États-Unis. Ororo naît à New York puis, à l'âge de six mois, suit ses parents quand ceux-ci partent s'installer au Caire en Égypte.
Quelques années plus tard, au moment de la crise du canal de Suez, un avion détruit sa maison et tue ses parents. Ororo se retrouve prisonnière des décombres, sous le corps sans vie de sa mère. Elle sort totalement bouleversée de cette expérience et développe même une claustrophobie sévère. Elle termine son enfance dans les rues du Caire, vivant de vols sous la tutelle d'un maître voleur nommé Achmed el-Gibar. Elle devient alors une experte en pickpocket, cambriolages et vols en tout genre. Elle croisera brièvement le Professeur Xavier à cette époque.
Elle finit par quitter l'Égypte, son instinct l'attirant vers les plaines du Kenya qu'elle atteindra après plusieurs mois de marche à travers le désert. Là, elle découvre la faculté de contrôler les éléments et de voguer sur les courants aériens. Elle sera adulée comme une déesse dans une tribu du Sérengeti. C'est là que le Professeur Xavier la retrouve et l'invite à rejoindre l'équipe des X-Men aux États-Unis. Ororo accepte et prend le nom de Tornade (« Storm » en version originale).
Bien qu'Ororo connaisse quelques difficultés à s'acclimater chez les X-Men, elle se lie pourtant d'amitié avec ses équipiers. Elle se révèle également comme chef intérimaire des X-Men lorsque Cyclope quitte temporairement le groupe (il le fera plusieurs fois). Lorsque la jeune Kitty Pryde est recrutée par Xavier, Ororo se rapproche tout de suite d'elle, la considérant pratiquement comme sa fille.
Tornade connaît ensuite de profonds changements de personnalité. Alors que les X-Men combattent une race extraterrestre (les Brood) et passent une longue période loin de la Terre, elle devient plus agressive et plus violente. À la suite de son séjour au Japon, elle transforme son apparence, s'habille de cuir noir après sa rencontre avec Yukio, une amie de Wolverine, une jeune rōnin, ce qui a pour effet de la couper d'Étincelle (Kitty Pryde).
Elle combat Callisto pour conquérir le règne du groupe des Morlocks et gagne en frappant sa rivale en plein cœur. Celle-ci ne doit sa survie qu'aux pouvoirs de guérison d'un autre Morlock. Elles restent ennemies pour une longue période, jusqu'à se qu'elles se réconcilient et se fassent de nouveau confiance lorsque Tornade demande à Callisto d'aider Xavier à Génosha.
Plus tard, Henry Gyrich a accidentellement neutralisé ses pouvoirs avec une arme inventée par le mutant nommé Forge, qui a pris sur lui de la soigner. Pendant sa convalescence au siège de Forge au Eagle Plaza à Dallas, au Texas, Ororo et Forge sont tombés amoureux, mais leur relation a été interrompue après que Tornade eu appris que Forge avait créé l'appareil qui l'avait dépouillée de ses pouvoirs.
Tornade a ensuite quitté les X-Men et est retournée en Afrique, où elle a finalement accepté de perdre sa capacité mutante.
Elle a ensuite rejoint la nouvelle équipe de jeunes mutants du professeur Xavier, les Nouveaux Mutants, pour empêcher Karma d'être possédé par le roi d'ombre.
Lors de vacances avec les Nouveaux Mutants, le groupe a ensuite été capturé par le dieu asgardien Loki. Après avoir été témoin de ses hordes de démons au combat, Loki a cherché à utiliser Tornade dans l'un de ses stratagèmes pour discréditer son demi-frère, Thor, en lui donnant un marteau, Stormcaster, qui restaurerait ses capacités et ferait d'elle la nouvelle déesse du tonnerre. Avec l'aide des X-Men et des Nouveaux Mutants, Tornade a pu rejeter les cadeaux de Loki, contrecarrant ainsi son plan mais perdant à nouveau ses pouvoirs.
Après avoir combattu Malice, Tornade et Wolverine ont enquêté sur la maison récemment bombardée de Sara Bailey, la sœur de Jean Grey. Tornade été enlevée par le Crimson Commando pour être chassée. Après avoir vaincu le Commando au combat, Tornade a décidé que les X-Men seraient désormais plus proactifs et attaqueraient leurs ennemis avant qu'ils ne soient attaqués. Tornade a suggéré qu'elle et Magnéto rejoignent le cercle intérieur du Hellfire Club en tant que reine et roi blanc. L'union entre le Hellfire Club et les X-Men donnerait aux X-Men l'accès à tous les secrets gouvernementaux du Hellfire Club et protégerait l'école, si les Maraudeurs devaient attaquer à nouveau. Tornade décida que, pour protéger leurs amis et leurs familles de leurs nombreux ennemis, les X-Men devaient simuler leur mort et devenir une force de frappe clandestine.
Bientôt, Tornade s'est rendu compte qu'elle avait besoin que ses pouvoirs soient restaurés et elle a donc demandé l'aide de Forge. Ororo trouva à la place l'ancien mentor de Forge, Nazé, qui l'informa que Forge avait été corrompu par son ennemi juré, l'Adversaire, une très ancienne entité mystique qui cherchait à détruire le monde. À l'insu de Tornade, l'Adversaire avait en fait corrompu Nazé. Après une vision avec Nazé/Adversaire, Tornade a finalement localisé Forge au sommet d'une montagne, ouvrant apparemment un portail dimensionnel rempli de démons. Elle a poignardé Forge à la poitrine, mais s'est ensuite rendu compte qu'il avait tenté de fermer le portail, pas de l'ouvrir. L'Adversaire a ensuite piégé Tornade et Forge dans une autre dimension et a pris le contrôle de Dallas, déformant le temps et l'espace afin de fomenter le chaos sur Terre. Ororo et Forge ont passé un an sur une Terre alternative, période au cours de laquelle ils ont fait la paix et ont admis leur amour l'un pour l'autre. Forge a utilisé des composants de sa jambe cybernétique pour fabriquer un nouvel appareil qui a restauré la capacité de Tornade à utiliser ses pouvoirs, qu'elle a ensuite utilisés pour créer un portail vers leur propre monde.
À Dallas, les X-Men ont combattu l'Adversaire et ont donné leur vie pour l'emprisonner. Forge a eu besoin des essences de neuf âmes pour sceller le portail et, avec seulement huit X-Men présents à l'époque (dont Tornade), Madelyne Pryor a accepté d'être la pièce manquante et le groupe a été transformé en énergie pure. L'incident entier a été enregistré par une équipe de journalistes et diffusé mondialement. Cependant, la gardienne Roma (fille de Merlin) a redonné vie aux X-Men. Après avoir été ressuscités, les X-Men et Madelyne ont décidé de profiter de l'occasion pour entrer dans la clandestinité et garder leur renaissance secrète.
Les X-Men ont refait surface à Cooterman's Creek en Australie, où ils ont vaincu les Reavers et revendiqué leur base. Ils ont également libéré le téléporteur Gateway, un aborigène muet et mutant capable de créer des portes interdimensionnelles avec son bullroarer. Roma est apparue et leur a présenté le Siège du Péril, un joyau qui crée un portail accordant à toute personne qui le traverse un jugement et une nouvelle chance de vivre et les rend magiquement invisibles à toute sorte de perception technologique.
Peu de temps après, les X-Men ont été pris en embuscade dans leur cachette par la scientifique folle connue sous le nom de Nanny et son partenaire, le Faiseur d'Orphelins. Après avoir tenté de fuir, Tornade a poursuivi l'engin de Nanny et a été pris dans des tentacules, tandis que Havok a tiré une rafale de plasma et a abattu l'engin. Un L.M.D. (Life Model Decoy ou androïde imitant à la perfection l'humain) de Tornade a été trouvé mort pour s'assurer que les X-Men ne suivraient pas sa trace. Tornade capturée par Nanny afin d'utiliser les capacités dans sa quête pour libérer les enfants super-puissants en faisant d'eux des orphelins. Nanny a utilisé sa technologie pour réduire l'âge de Tornade à la préadolescence et la dépouiller de ses souvenirs. Cependant, Tornade a riposté et a surchargé l'appareil de Nanny. Une fois de plus enfant sans aucun souvenir de sa vie de X-Man, la jeune Tornade est revenue à sa vie de voleuse. Ororo s'est retrouvée la cible du Roi d'Ombre, mais a été sauvée par Gambit. Le couple a formé un partenariat et, après que Tornade ait retrouvé ses souvenirs, elle a emmené Gambit rencontrer les X-Men.
Tornade a finalement été ramené à l'âge adulte après la capture des X-Men par des agents de la nation insulaire de Genosha qui utilisaient des mutants comme esclaves. Tornade a subi le processus de transformation par mutation, cependant, le Genoshéen Génegénieur et le Chef des Magistrats étaient membres d'une faction rebelle. Ils ont restauré le corps et l'esprit de Tornade, et les X-Men ont pu vaincre leurs agresseurs.
Le professeur X a reconstruit les X-Men, avec une équipe plus nombreuse que jamais, qui est maintenant retournée dans son ancien manoir. Pour rester efficaces en tant que groupe, les X-Men ont été divisés en deux équipes : la Bleu, dirigée par Cyclope, composée du Fauve, Wolverine, Malicia, Psylocke et Gambit (qui apparaissent dans le comics X-men Vol.2); et la or, dirigé par Tornade, composé de Jean Grey, Iceberg, Archangel et Colossus (qui apparaissent dans le comics Uncanny X-men). Forge a aidé les deux équipes en tant que technicien résident, cependant, cela leur a laissé peu de temps pour raviver leur relation. Forge a toujours demandé à Tornade de l'épouser, mais elle a hésité à donner une réponse. Forge a pensé qu'elle ne l'aimait pas vraiment et il est parti avant qu'elle ne puisse répondre par un "oui".
Scott, Bobby, Ororo et Logan se sont mystérieusement réveillés dans une région qui ne leur était pas familière. Ils semblaient avoir subi une bataille, mais n'avaient aucun souvenir des événements. Scott et les autres X-Men ont découvert qu'ils étaient testés par Onslaught. Après avoir difficilement vaincu son champion Post, ils ont été téléportés au manoir. Les X-Men ont été forcés de combattre leur mentor lorsque le professeur Xavier a été transformé en Onslaught maléfique. Bien que les X-Men aient vaincu l'entité perverse et libéré le professeur Xavier, la plupart des héros de la Terre ont été perdus pendant un certain temps.
Des mois plus tard, l'éternel mutant Apocalypse rechercha le pouvoir en rassemblant Les Douze, un groupe de mutants prophétisés pour inaugurer un âge d'or pour leur espèce qui comptait Tornade parmi eux. Apocalypse a été vaincu, mais pas avant que l'étendue ultime du pouvoir mutant de Tornade ne soit révélée dans un futur alternatif dans lequel elle avait évolué en un être entièrement élémentaire.
Tornade se marie avec le roi T'Challa (la Panthère noire) du Wakanda et devient la reine consort à ses côtés
Lors de la guerre civile des super-héros (dans Civil War), Ororo suivra son mari aux côtés de la faction menée par Captain America. Avec celui-ci, elle remplace Jane Storm (la Femme invisible) et Red Richards (Mr Fantastique) quand ceux-ci s'absenteront des Quatre Fantastiques pour travailler sur leur mariage, à la suite des événements de Civil War ; Tornade et la Panthère noire deviennent alors des membres temporaires des Quatre Fantastiques.
Mais, lors de la guerre opposant les X-Men et les Vengeurs pour savoir si Phénix est dangereux, la Panthère noire se rangera aux côtés des Vengeurs tandis que Tornade restera fidèle à Cyclope et aux X-Men, ce qui entraînera leur séparation.
Tornade et Psylocke ont reçu un e-mail du vieil ami de Wolverine, Puck, qui contenait un tuyau sur un trafiquant de drogue vendant du TAO. Les deux X-Women ont rencontré Puck dans un bar de L.A., et il les a conduites dans une vieille banque des années 1920 que le trafiquant de drogue - la diva du centre-ville de L.A. - utilisé pour vendre de la drogue et danser. Tornade et Psylocke ont rapidement réalisées que le croupier était Spirale, et Betsy l'attaqua rapidement. Poursuivant Spirale et une fille, Ginny, les trois héros ont été attaqués dans l'appartement de Spirale par Bishop de retour du futur, laissant Tornade surprise de voir à nouveau son ancien ami. Finalement, Bishop a rejoint l'équipe et après une bataille avec Stryfe, l'équipe s'est dissoute.
Tornade engagera aussi une relation avec Wolverine, jusqu'à la mort brutale et violente de celui-ci.
Lorsque Tornade a été enrôlé dans un concours par Saturnyne opposant les champions de Krakoa et d'Arakko pour le sort de la Terre, Ororo est retournée au Wakanda et s'est vue forcée de voler leur arme la plus sacrée, le Skybreaker pour le combat à venir, mettant à rude épreuve sa relation avec Panthere Noire et le Wakanda. Prenant l'épée, Tornade rejoignit les épéistes de Krakoa et fut transporté dans l'Autre Monde. Son premier concours s'est avéré être un concours de boisson contre Logan au Crooked Market, Krakoa obtenant le point de toute façon. Cela a été mis en place par Mort qui leur avait donné du vin de Dryador pour annuler leurs pouvoirs à temps pour leur combat. Même sans ses pouvoirs, Tornade était toujours capable de vaincre le Cavalier de la Mort dans une bataille de premier sang à Sevalith. Après que Krakoa ait été déclaré vainqueur, Tornade a renvoyée le Skybreaker au Wakanda, mais les conflits avec le pays et son gouvernement causés par le vol subsistaient.
Après que les mutants de Krakoa et Arakko aient réussi à terraformer Mars et à y déplacer l'île d'Arakko, Ororo a été nommée régente de Mars, qui a été déclarée nouvelle capitale du système solaire. Tornade a également assumé le rôle de Voix du Soleil, représentant les intérêts du système solaire dans les négociations avec les civilisations extraterrestres. En tant que régente de la planète, Tornade est devenue une partie du Grand Anneau d'Arakko, faisant d'elle un membre des gouvernements des deux nations.

### Membre des Avengers
Avec la fin de l'ère Krakoa, Storm rejoint l'équipe des Avengeurs (numéro 17 d’août 2024 écrit par Jed MacKay et dessiné par Valerio Schiti).

## Famille
Source : marvel-world.com
- Ayesha de Balobedu (ancêtre, décédée)
- Ashake d’Égypte (ancêtre, décédée)
- Ashake de Meroë (ancêtre, décédée)
- Ancêtre non nommée (décédée)
- Grand père paternel non identifié
- Hariet Munroe (grand-mère paternelle)
- Grand-père paternel non nommé
- Grand-mère maternelle non nommée
- David Munroe (père, décédé)
- N'Dare (mère, décédée)
- Ainet (mère adoptive non officielle)
- Achmed El-Gibar (père adoptif non officiel, décédé)
- Colonel Shetani (oncle maternel)
- Tante paternelle non identifiée (décédée)
- David Munroe Jr. (neveu)
- T'Challa (la Panthère noire, ex-époux)
- Kymera (fille d’une réalité alternative)

## Pouvoirs, capacités et équipement

### Capacités
En complément de ses pouvoirs, Tornade est une pickpocket habile qui sait crocheter des serrures. C’est également une combattante à mains nues remarquable et une combattante à l’arme blanche très douée, entraînée notamment par Achmed El-Gibar, la Panthère noire, Wolverine et Yukio (en). Elle est aussi une bonne tireuse d'élite. Elle est capable de piloter l'avion Blackbird des X-Men et possède un permis de conduire. Elle est par ailleurs un excellent stratège et une grande tacticienne, renommée en tant que leader des X-Men (à égalité avec Cyclope) et ancien leader des Morlocks.
Elle parle couramment plusieurs langues dont le swahili, l’anglais, l’arabe, le russe, le japonais, le wakandais et le yoruba.
Elle est également une fana de jardinage, possédant une main verte remarquable et s'étant toujours entourée de plantes, notamment au sein de son domicile chez les X-Men à l'Institut Xavier.
Durant son séjour chez les X-Men, Tornade a développé une puissante volonté, aboutissant à une résistance remarquable aux tentatives de possessions psychiques. Sa volonté est notamment renforcée par les énergies électriques qu’elle manipule et contrôle.

### Pouvoirs

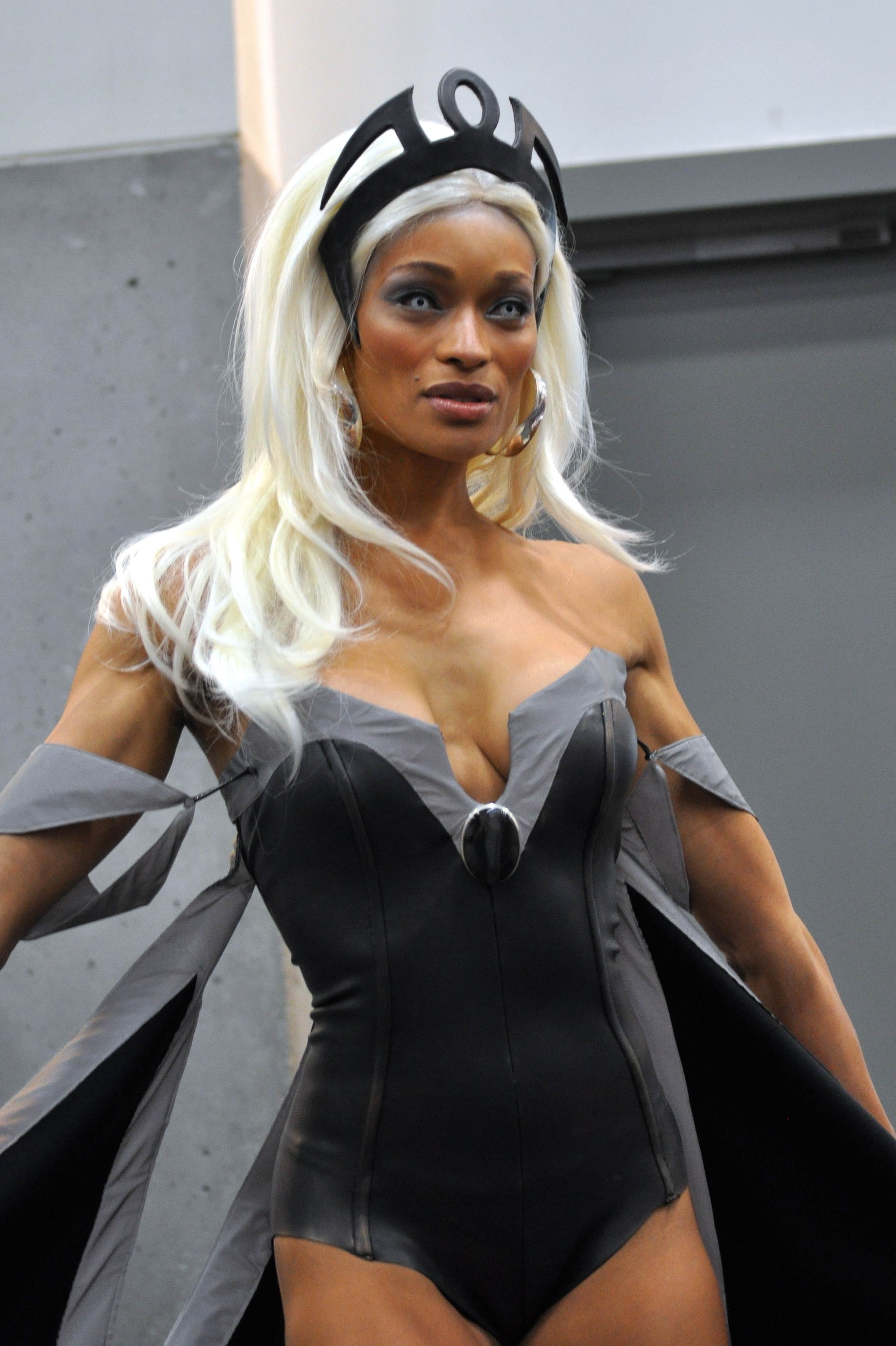
Cosplay de Tornade.

Tornade est une mutante qui possède le pouvoir de contrôler psioniquement les conditions météorologiques.
Dans sa jeunesse, Ororo était considérée comme une déesse dans la région d'Afrique où elle était hébergée. Les habitants bénéficiaient d'un climat contrôlé par l'adolescente, apportant des pluies propices à l'agriculture.
Par la pensée, Tornade peut agir sur différents facteurs du climat :
- provoquer l'apparition ou la disparition du vent, d'une simple brise jusqu'à une tempête destructrice ;
- déclencher des précipitations de toutes sortes : pluie fine, averse tropicale, neige, grêle, etc. ;
- agir sur la température en la faisant descendre ou monter rapidement ;
- agir sur la visibilité par la création de nuages cachant le soleil ou de brouillard épais ;
- provoquer des destructions grâce aux orages et aux éclairs qu'elle peut générer.

Lors des missions qu'elle accomplit, notamment avec les X-Men, Tornade choisit toujours une attaque adaptée à sa cible, pour ne pas la détruire. Ainsi, pour un humain ou une créature de force moyenne, elle provoquera des éléments incapacitants (brouillard, froid glacial, vent violent) pour que les autres X-Men puissent neutraliser l'adversaire. Pour les cas de force majeure, d'énormes orages accompagnés d'éclairs puissants sont nécessaires. Dans ce cas, Tornade peut pousser ses pouvoirs au maximum.
Son corps s'adapte également aux conditions atmosphériques qu'elle engendre. S'il fait très froid, le corps d'Ororo aura une température très élevée, ce qui pourrait la faire sombrer dans l'hyperthermie. Sa vue est largement supérieure à celle d'un humain normal, voire celle d'un pilote, tout en lui permettant de voir à travers les averses qu'elle déclenche. À noter qu'à leur état normal, les yeux d'Ororo sont fendus comme ceux des chats. Lorsqu'elle utilise ses pouvoirs au maximum, les pupilles et les iris de ses yeux deviennent translucides, ce qui fait qu'elle a les yeux entièrement blancs.
En contrôlant la direction et la puissance du vent de façon très précise, Tornade a acquis la capacité de voler dans les airs. Elle peut s'élever avec facilité et se diriger comme elle l'entend. De cette manière, elle peut échapper aux adversaires qui s'approcheraient trop près d'elle et qui ne peuvent pas forcément la suivre en volant. Son autre possibilité de défense est de faire apparaître rapidement des nuages ou un brouillard épais, qui la cachent aux yeux de tous.
Contrairement au dieu asgardien Thor, Tornade ne peut pas modifier le climat ou créer à partir de rien des éclairs ou une tempête. Il faut qu'elle contrôle le processus de changement climatique de bout en bout, et doit éviter que le climat n'échappe à son contrôle. Quelquefois, son subconscient prend légèrement le dessus en grisant le ciel si elle est maussade. Lorsque Emma Frost prit possession de son corps, celle-ci ne parvint pas à contrôler correctement les manifestations météorologiques qu'elle sollicitait, car il fallait une maîtrise de soi tellement intense que l'esprit de Tornade et celui du climat ne faisaient plus qu'un.
Ses pouvoirs climatiques sont fortement influencés par son humeur ; ainsi, elle est capable de déclencher des tempêtes destructrices lorsqu'elle est énervée ou qu’elle a peur, notamment lorsqu'elle est dans un milieu confiné étant donné qu'elle souffre de claustrophobie depuis son enfance.

### Équipement
Quand elle utilise ses compétences de voleuse, Tornade se sert des épingles à cheveux de sa coiffure pour crocheter les serrures. Elle garde aussi sur elle un large couteau. Elle porte également un rubis sur son costume, qu’elle a obtenu par héritage de sa mère. Par ailleurs, elle a pendant un temps porté le marteau enchanté Stormcaster.
Durant un bref laps de temps (quand elle effectua une retraite en Afrique après avoir perdu ses pouvoirs, annulés par Forge par accident), Ororo était accompagnée par deux tigres dans ses déplacements.